# Ajax SC
Ajax Sportman Combinatie, zkráceně ASC, je nizozemský fotbalový a kriketový klub z Oegstgeestu. V sezóně 2012/13 působil v soutěži Vierde Klasse.

## Historie
Klub byl založen 1. června 1892 jako Leidsche Cricket- en Football-Club Ajax a první fotbalové utkání odehrál v roce 1895. Jak název napovídá, původně měl klub zázemí v Leidenu. V roce 1917 se přestěhoval do Oegstgeestu (městečko v provincii Jižní Holandsko) a v roce 1918 se sloučil s Leidsche Athletiekvereeniging De Sportsman a přijal své současné jméno.
Na přelomu století v sezóně 1899/1900 se klub probojoval do finále nizozemského fotbalového poháru, v němž podlehl týmu Velocitas Breda 1:3. I tak to byl úspěch.
1. června 1992 odehrál klub ke svému 100. výročí založení přátelský zápas s nizozemskou fotbalovou reprezentací, která byla ve fázi přípravy na Mistrovství Evropy 1992 konaném ve Švédsku. Nizozemská reprezentace zvítězila nad ASC vysoko 16:0.

## Úspěchy
- Nizozemský fotbalový pohár: 1× finalista (1899/1900)[4]